# Kanonenhaubitze

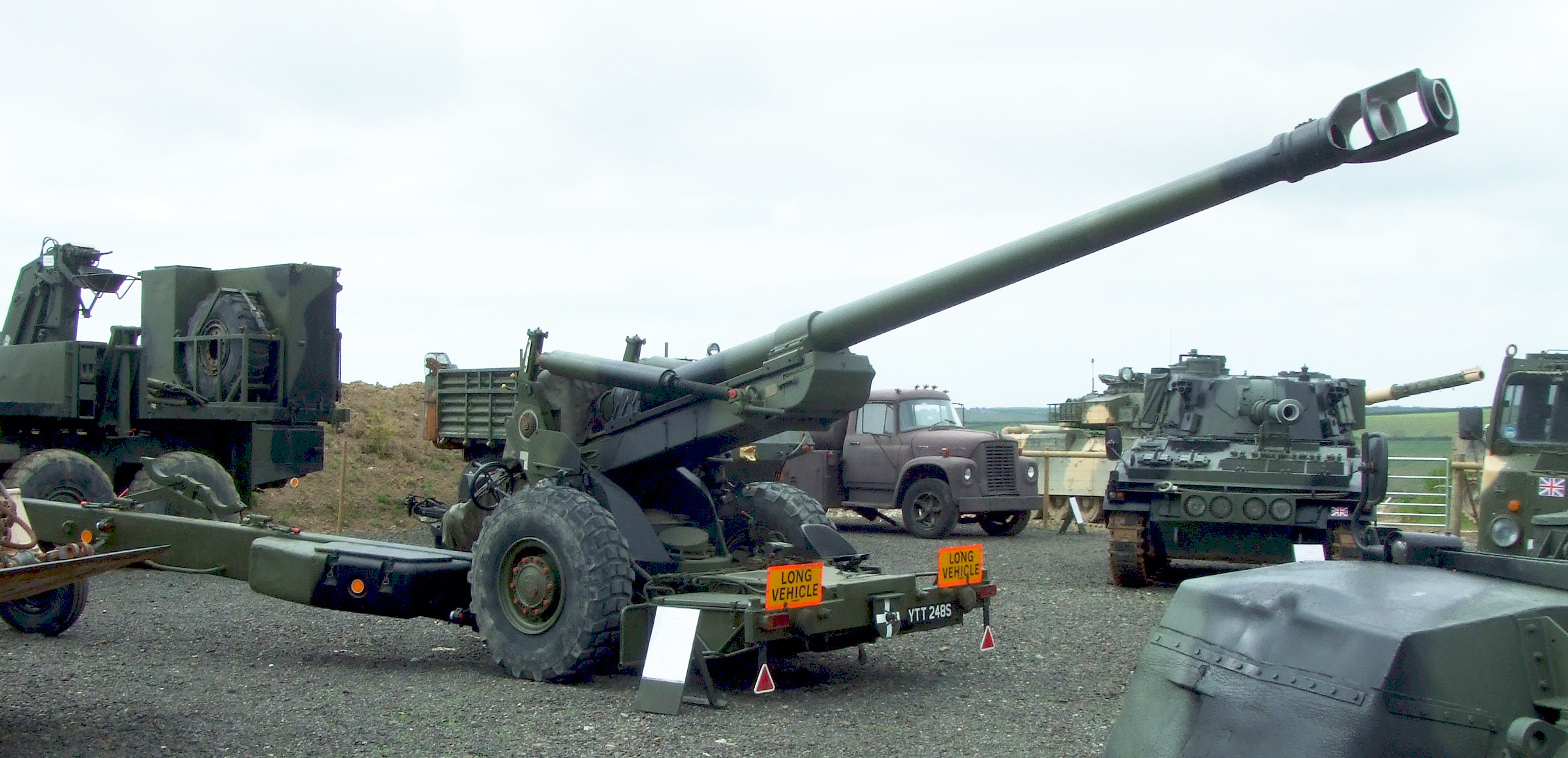
FH 70

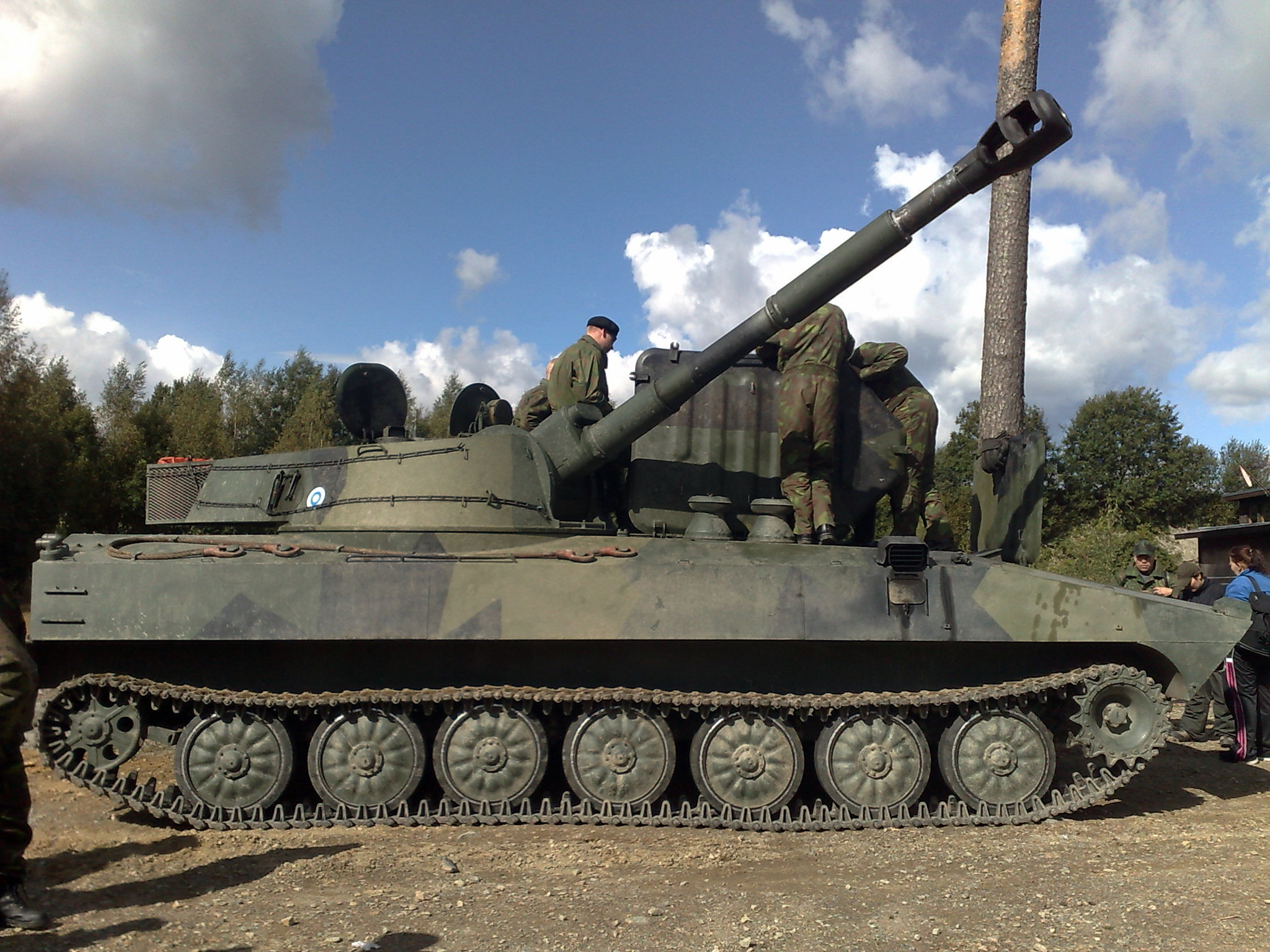
122-mm-Sfl 2S1

Eine Kanonenhaubitze ist ein Artilleriegeschütz, welches Eigenschaften von Haubitzen und Kanonen vereint. Es kann daher in beiden klassischen Rollen eingesetzt werden, die mit den früheren Geschützen verbunden wurden.

## Beschreibung
Kanonenhaubitzen haben in der modernen Artillerie die klassischen Feldhaubitzen und Feldkanonen zum großen Teil verdrängt. Moderne Selbstfahr- bzw. Panzerartillerie ist nahezu ausschließlich mit Kanonenhaubitzen auf unterschiedlichen Lafetten ausgerüstet. Die Kanonenhaubitze hat ein längeres Rohr als eine normale Haubitze, wodurch mit entsprechender Treibladung relativ hohe Mündungsgeschwindigkeiten und Abschussleistungen erreicht werden und sie aufgrund der dadurch relativ flachen ballistischen Kurve auch im direkten Richten eingesetzt werden kann. Frühere Geschosse für Kanonen waren dickwandiger und hatten ein breiteres Führungsband als bei Geschossen für Haubitzen. Sie waren daher leichter von Munition für Haubitzen zu unterscheiden. Durch Rationalisierung und Standardisierung von Geschützmunition haben sich Verschiebungen zugunsten von einheitlicher Munition ergeben deren Leistung den früheren Feldkanonen zumindest ebenbürtig ist; meist können mit moderner Munition (ladungsabhängig) höhere Leistungen erzielt werden.
Kanonenhaubitzen werden in unterschiedlichen Kalibern gefertigt; am verbreitetsten sind die Kaliber 152 mm und 155 mm. Haubitzen haben üblicherweise ein relativ kurzes Rohr und sind in der Lage, mit großer Rohrerhöhung zu schießen, während Kanonen relativ lange Rohre haben und den Flachfeuergeschützen zugeordnet sind. Beim indirekten Feuer wird die Kombination von Rohrlänge und Treibladung genutzt, um große Schussweiten (bis zu 80 km für Kanonenhaubitzen im Kaliber 155 mm) zu erzielen.

## Gezogene Kanonenhaubitzen
- 152-mm-Haubitze M1938 (M-10)
- FH155-1
- M777

## Selbstfahrlafetten

### Radfahrgestell
- DANA
- CAESAR
- Artilleriesystem Archer
- 2S43 Malwa

### Kettenfahrgestell
- Msta-B
- Panzerhaubitze 2000
- M109
- 2S1